# Mansfield (Familienname)
Mansfield ist ein englischer Familienname.

## Namensträger
- Alan Mansfield (1902–1980), australischer Jurist und Gouverneur
- Ben Mansfield (* 1983), britischer Schauspieler
- Bob Mansfield (* um 1959), US-amerikanischer Computeringenieur
- Charles Blachford Mansfield (1819–1855), englischer Chemiker und Sozialreformer
- Charles Edward Mansfield (1828–1907), britischer Botschafter
- Charles John Moore Mansfield (1760–1813), britischer Marineoffizier
- Comins Mansfield (1896–1984), englischer Schachkomponist
- David Mansfield (* 1956), US-amerikanischer Komponist
- Edwin Mansfield (1930–1997), US-amerikanischer Ökonom
- Eric Harold Mansfield (1923–2016), britischer Ingenieur
- Harvey Mansfield (* 1932), US-amerikanischer Politikwissenschaftler
- Jayne Mansfield (1933–1967), US-amerikanische Filmschauspielerin
- Jim Mansfield († 2014), irischer Unternehmer
- John Mansfield (Politiker) (1822–1896), US-amerikanischer Politiker
- John Mansfield (Fußballspieler) (* 1946), englischer Fußballspieler
- Joseph J. Mansfield (1861–1947), US-amerikanischer Politiker
- Joseph K. Mansfield (1803–1862), US-amerikanischer Heeresoffizier
- Katherine Mansfield (1888–1923), neuseeländische Schriftstellerin
- Martha Mansfield (1899–1923), US-amerikanische Musical- und Stummfilm-Schauspielerin
- Michael Mansfield (* 1942), britischer Jurist und Kronanwalt
- Mike Mansfield (1903–2001), US-amerikanischer Politiker
- Peter Mansfield (1933–2017), britischer Physiker und Nobelpreisträger
- Ralph Mansfield, 4. Baron Sandhurst (1892–1964), englischer Adeliger
- Raymond Mansfield (* 1977), US-amerikanischer Filmproduzent
- Richard Mansfield (1857–1907), deutscher Schauspieler
- Roger Mansfield (* 1952), britischer Surfer und Surfhistoriker
- Shaylee Mansfield (* 2009), US-amerikanische Schauspielerin und YouTuberin
- Tony Mansfield (* 1955), britischer Musiker
- William Mansfield, 1. Baron Sandhurst (1819–1876), britischer General und Oberbefehlshaber in Indien und Irland
- William Mansfield, 1. Viscount Sandhurst (1855–1921), britischer Politiker und Kolonialbeamter in Britisch-Indien